# Міхай Попа
Міхай Максиміліан Попа (рум. Mihai Maximilian Popa, нар. 12 жовтня 2000, Констанца, Румунія) — румунський футболіст, воротар італійського «Торіно».

## Ігрова кар'єра

### Клубна
Міхай Попа починав займатися футболом в молодіжній команді клубу «Фарул» зі свого рідного міста Констанца. пізніше він перебрався до Футбольної академії Георге Хаджі, де провів дев'ять років. У 2018 році Попа повернувся до рідного «Фарула» і у вересні того року дебютував на дорослому рівні у турнірі Ліги II.
Влітку 2019 року воротар перейшов до клубу Ліги І «Астра» але не провівши в команді жодного матчу був відправлений в оренду у столичний «Рапід» у Другий дивізіон. У 2020 році Попа повернувся до складу «Астри» і в травні 2021 року зіграв першу гру в основі команди. За результатами сезону 2020/21 залишила Лігу І, а сам Попа перейшов до «Волунтарі». 
Після фінального матчу Кубка Румунії, який «Волунтарі» програв, з'явилася інформація, що воротарем зацікавився клуб ЧФР але остаточно домовлення не було досягнуто. У сезоні 2022/23 Міхай Попа 13 матчів провів „на нуль“, що разом з результатом Міхая Айоані стало кращим показником в чемпіонаті.
У червні 2023 року керівництво італійського «Торіно» підтвердило підписання контракту з румунським воротарем.

### Збірна
У 2021 році Міхай Попа був учасником літніх Олімпійських Ігор в Токіо.

## Досягнення
- Володар Кубка Румунії (1):

«ЧФР Клуж»: 2024/25
Індивідуальні
- Кращий воротар чемпіонату Румунії: 2022/23